# Nazwa rodowa
Nazwy rodowe (dział nazw miejscowych) mają swoje źródło we wspólnych przezwiskach, przydomkach herbowych mieszkańców, a także mogą powstawać w oparciu o imię lub nazwisko osoby, która daną miejscowość (osadę) założyła, np. Gnat (założyciel) → Gnaty (osoby zamieszkujące osadę Gnata) → Gnaty (nazwa osady od nazwy osób ją zamieszkujących); Po Bodze (zawołanie rodowe, znaczące z Bogiem) → Pobożanie (osoby używające zawołania rodowego) itd.
Nazwy rodowe stanowią szczególny obszar zainteresowań antroponimii. Analiza językoznawcza przezwisk, przydomków rodowych, nazw herbów i zawołań, a także imion, nazwisk dostarcza informacji istotnych w procesie rekonstrukcji językowego obrazu świata.
S. Urbańczyk zauważa, że w ustaleniu pochodzenia nazwy trudność sprawia ocena, czy dany wyraz pochodzi od imienia ludzkiego, czy też określa miejsce występowania zwierząt lub roślin (np. Wilki → przezwisko rodowe Wilk, czy topograficznie wyraz odnoszący się do miejsca, w którym znajdowało się legowisko wilków).
Nazwy rodowe jako typ toponomastyczny są młodsze od nazw dzierżawczych i nazw patronimicznych. W Polsce znaczący przyrost nazw odnotowano w okresie XV-XVI wieku w związku z rozwojem osadnictwa. Jak zauważyli H. Górnowicz i Z. Brocki, mazowieckie nazwy rodowe są najliczniejsze zarówno w Polsce, jak i w całej Słowiańszczyźnie. Badacze podają, że do XV wieku nazw tych było 47, w XV w. przybyło ich o 434, najwyższy przyrost odnotowano do XVI wieku – 987. Rozwój nazewnictwa jest nieodłączny od rozwoju osadnictwa – w wyżej wymienionym przypadku drobna szlachta mazowiecka zakładała osady na terenach dalszego Mazowsza, a intensyfikację kolonizowanych terenów można określić na podstawie częstości pojawienia się nowych nazw.
Nazwy własne opracowywane są dla baz antroponimicznych, które porządkują i klasyfikują poszczególne jednostki językowe – np. H. Górowicz wyróżnia nazwy rodowe pochodzące od imion jednoczłonowych, wyrazów pospolitych, imion bałtyckich, chrześcijańskich, słowiańskich (i ich spieszczeń), imion kobiecych czy nazwisk niemieckich. Do rzadkości należą nazwy rodowe pochodzące od nazwisk chłopskich (badacz odnotował kilka takich wyrazów na Kurpiach w XVIII i XIX wieku).